# پردینه

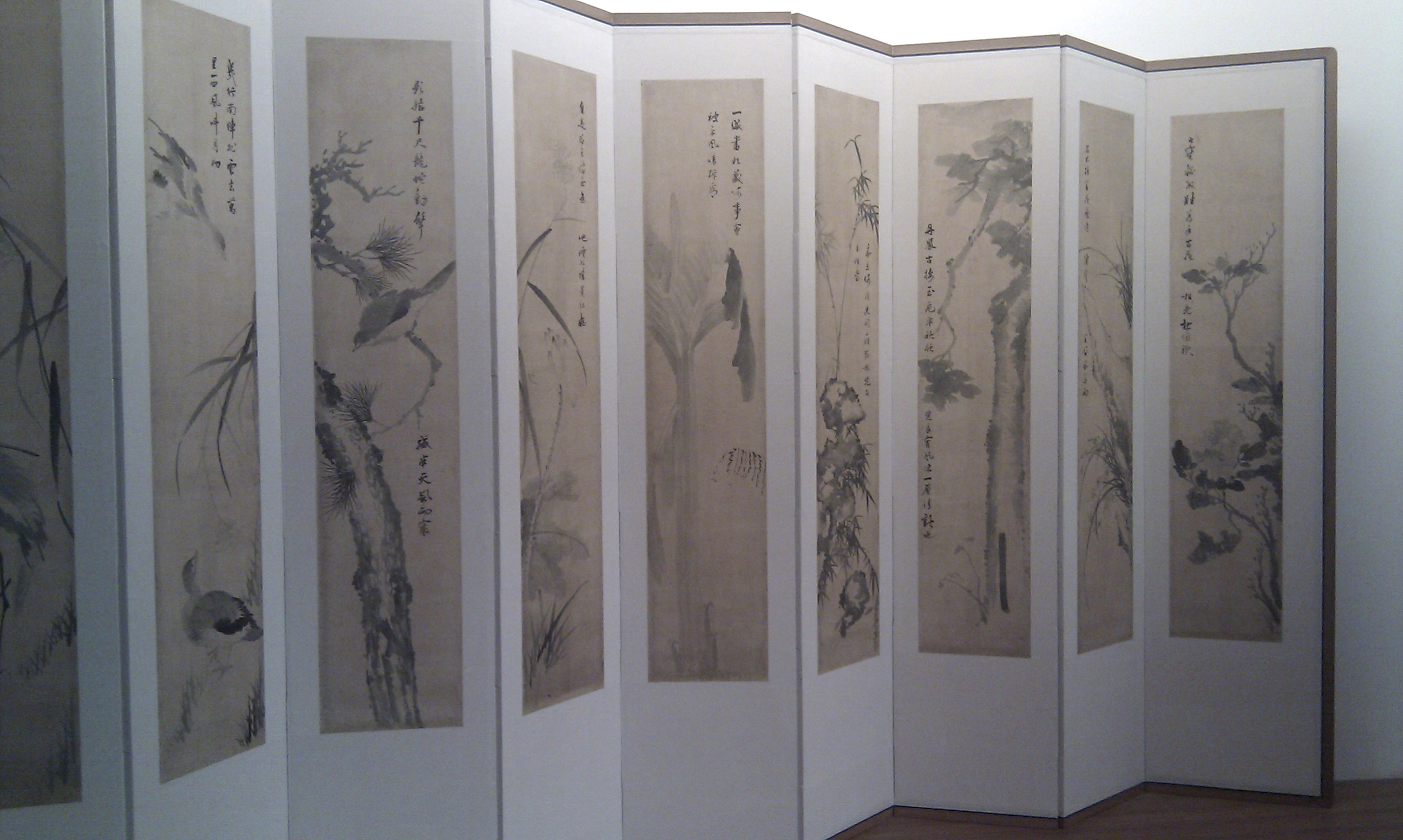
پردینه‌ها در موزه گیمه، پاریس

پردینه گونه‌ای از اثاث است و تشکیل‌شده از چند قاب می‌باشد که به‌وسیلهٔ لولا یا چیزهایی دیگر به یکدیگر وصل هستند. شکل آن به‌صورت یک دیوار متحرک است که ممکن است برای تقسیم کردن اتاق به بخش‌های کوچکتر یا برای تزیین یا موارد دیگر استفاده شود. پردینه‌ها از تخته، پارچه و مواد گوناگون دیگری ساخته می‌شوند. نخستین نمونه‌های آن در چین باستان استفاده شده و سپس به شرق آسیا، اروپا، و سرتاسر جهان راه یافته است.

## استفاده‌ها

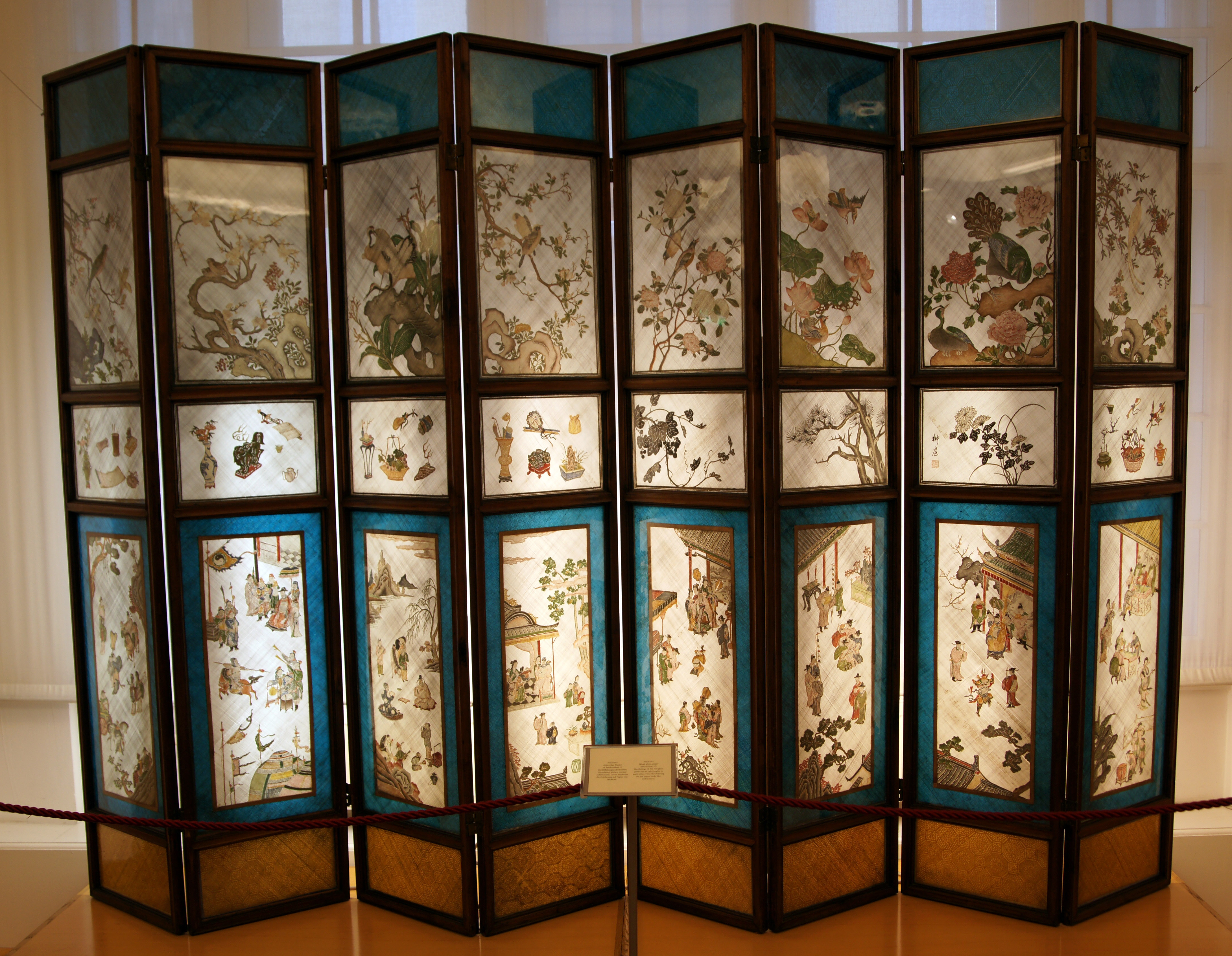
پردینهٔ چینی، سدهٔ هجدهم میلادی، مجموعه اثاث سلطنتی، وین، اتریش

اگرچه پردینه‌ها در چین باستان ریشه دارند، امروزه در سرتاسر جهان برای طراحی داخلی استفاده می‌شوند. نخستین نمونه‌های پردینه کاربردی‌تر بوده است. آن‌ها برای در امان ماندن از انباشت در خانه‌ها استفاده می‌شده‌اند. در دوران باستان، برای ایجاد حریم شخصی کاربرد داشته‌اند. آن‌ها برای ایجاد جایی در اتاق برای لباس پوشیدن خانم‌ها استفاده می‌شده‌اند. از آن‌ها می‌توان برای بخش‌بندی اتاق استفاده کرد. همچنین برای پوشاندن چیزهایی مانند ورودی آشپزخانه، کاربرد دارند. از آن‌جایی که بیشتر پردینه‌ها شامل تزیین‌های چشمگیر هنری هستند، می‌توان از آن‌ها به‌عنوان وسیلهٔ تزیینی استفاده کرد.